# 髙橋翼 (柔道)
髙橋 翼（たかはし つばさ、2001年10月13日 - ）は、日本の柔道家。埼玉県出身。階級は100kg超級。身長177cm。体重127kg。段位は四段。組み手は右組み。得意技は小外刈。

## 経歴
柔道は4歳の時に始めた。育徳館柔道クラブと新井道場で稽古を積んだ。田島中学3年の時には全国中学校柔道大会90kg級に出場するも初戦で敗れた。作陽高校に進むと、2年の時には全国高校選手権の個人戦無差別で優勝すると、団体戦でも3位になった。3年の時には金鷲旗の準決勝で国士舘高校と対戦すると、大将戦で斉藤立に内股で敗れて3位にとどまった。インターハイの個人戦100kg超級の決勝では斉藤に反則負けを喫して2位、団体戦では3位に終わった。2020年に国士館大学へ進むと、斉藤とチームメイトになった。2年の時には全日本ジュニアで2位、学生体重別で3位になった。優勝大会と体重別団体ではそれぞれ3位となった。続く東京選手権では優勝を飾った。12月には全日本選手権に初出場するも、3回戦で旭化成の石内裕貴に反則負けを喫した。3年の時には優勝大会決勝の東海大学戦の大将戦で残り5秒で技ありを奪い勝利するも、その後の代表戦で斉藤が村尾三四郎に敗れたためチームは2位にとどまった。学生体重別では優勝を飾った。講道館杯では準決勝で旭化成の太田彪雅を縦四方固で破ると、決勝ではリオデジャネイロオリンピック銀メダリストである長府工産の原沢久喜を同じく縦四方固で破り、オール一本勝ちしてシニアの全国大会初優勝を飾った。グランドスラム・東京では準々決勝で東京オリンピック金メダリストであるチェコのルカシュ・クルパレクに縦四方固で敗れると、その後の3位決定戦でも原沢に反則負けして5位に終わった。4年の時には体重別の初戦で太田に反則負けを喫した。続く全日本選手権では準々決勝で旭化成の王子谷剛志に大外刈の有効で敗れて5位にとどまった。優勝大会ではチームメイトの斉藤と共に活躍して、チームの16年ぶり7度目の優勝に貢献した。2024年には旭化成の所属になると、講道館杯で3位になった。

## 戦績
- 2019年 - 全国高校選手権 個人戦（無差別）優勝 団体戦 3位
- 2019年 - 金鷲旗 3位
- 2019年 - インターハイ 個人戦 2位 団体戦 3位
- 2019年 - 講道館杯 7位
- 2021年 - 優勝大会 3位
- 2021年 - 体重別団体 3位
- 2021年 - 学生体重別 3位
- 2021年 - 全日本ジュニア 2位
- 2022年 - 優勝大会 2位
- 2022年 - 学生体重別 優勝
- 2022年 - 講道館杯 優勝
- 2022年 - グランドスラム・東京 5位
- 2023年 - 全日本選手権 5位
- 2023年 - 優勝大会 優勝
- 2024年 - 講道館杯　3位

（出典、JudoInside.com）